# Tenzin Wangyal Rinpoché
Tenzin Wangyal Rinpoché (en tibétain : bstan 'dzin dbang rgyal rin po che) est un enseignant (lama) de la tradition tibétaine Bön, titulaire du grade de Géshé et auteur d'ouvrages sur l'enseignement du dzogchen, sur le yoga tibétain du rêve et sur le rêve lucide. Il est le fondateur et le directeur de l'institut Ligmincha et de plusieurs centres nommés Chamma Ling, organisations consacrées à l'étude et à la pratique des enseignements de la tradition Bön.

## Biographie
Tenzin Wangyal Rinpoché est né à Amritsar, en Inde, peu après la fuite de ses parents devant l'invasion chinoise du Tibet. Son père était un lama de l'école bouddhiste Nyingma et sa mère une pratiquante des traditions Bön. Après la mort de son père, sa mère se remaria avec un lama de la tradition Bön.
Jusqu'à l'âge de 10 ans, Tenzin Wangyal Rinpoché étudia dans une école chrétienne puis ses parents le firent entrer au monastère Bön de Menri à Dolanji (Inde) où il fut ordonné moine.
Il reçut l'enseignement à la fois de maîtres bön et bouddhistes. Ses principaux maîtres furent Lopön Tenzin Namdak Rinpoché et Lopön Sangyé Tenzin Rinpoché qui reconnut en lui la réincarnation du maître Khyung Tul Rinpoché, un méditant et érudit renommé.
À l'âge de 16 ans, Tenzin Wangyal Rinpoché entra à l'École Dialectique monastique. Il y commença sa carrière d'enseignant à l'âge de 19 ans puis devint directeur de l'école et exerça cette fonction pendant 4 ans. 
En 1986, il reçut le grade de géshé (le plus haut degré de l'enseignement académique dans l'éducation monastique tibétaine). À la même date, il fut employé à la Bibliothèque des archives et des œuvres tibétaines de Dharamsala et choisi par le dalaï-lama Tenzin Gyatso pour représenter l'école Bön à l'Assemblée des Délégués du Gouvernement tibétain en exil.
En 1989, Tenzin Wangyal Rinpoché se rendit en Italie dans la communauté Merigar d'Arcidosso à l'invitation de la communauté de Chogyal Namkhai Norbu Rinpoché. Depuis 1991, il est installé aux États-Unis. Il a dispensé à de nombreuses reprises des cours en Europe et en Amérique.
Tenzin Wangyal Rinpoché porte le plus grand intérêt à l'interprétation, au contrôle et aux applications pratiques du rêve. Il a écrit plusieurs ouvrages non seulement sur le rêve lucide et le yoga du rêve mais aussi sur la voie dzogchen dans la tradition Bön.

#### En français
- Tenzin Wangyal Rinpoché. Yogas tibétains du rêve et du sommeil. Éditions Claire Lumière pour la traduction. Première édition : Snow Lion Publications, Ithaca, New York. (1998)
- Tenzin Wangyal Rinpoché. Les prodiges de l'esprit naturel. Éditeur : Seuil, Collection : Points Sagesses pour la traduction. Première édition : Snow Lion Publications, Ithaca, New York. (2000)
- Tenzin Wangyal Rinpoché. Guérir par les formes, l'énergie et la lumière : Les cinq éléments dans le chamanisme tibétain, le Tantra et le Dzogchèn. Éditions Claire Lumière pour la traduction. Première édition : Snow Lion Publications, Ithaca, New York. (2002)
- Tenzin Wangyal Rinpoché. Les sons tibétains qui guérissent. Éditions Claire Lumière pour la traduction. Première édition : Sounds True, Boulder, Colorado. (2006)

#### En anglais
- Tenzin Wangyal Rinpoché, Anne Carolyn Klein. Unbounded Wholeness, Dzogchen, Bon and the Logic of the Nonconceptual. Oxford University Press. (2006)